# Гайнаде
Гайнаде (нім. Heinade) — громада в Німеччині, розташована в землі Нижня Саксонія. Входить до складу району Гольцмінден. Складова частина об'єднання громад Ешерсгаузен-Штадтольдендорф.
Площа — 9,07 км2. Населення становить 854 ос. (станом на 31 грудня 2021).

## Галерея

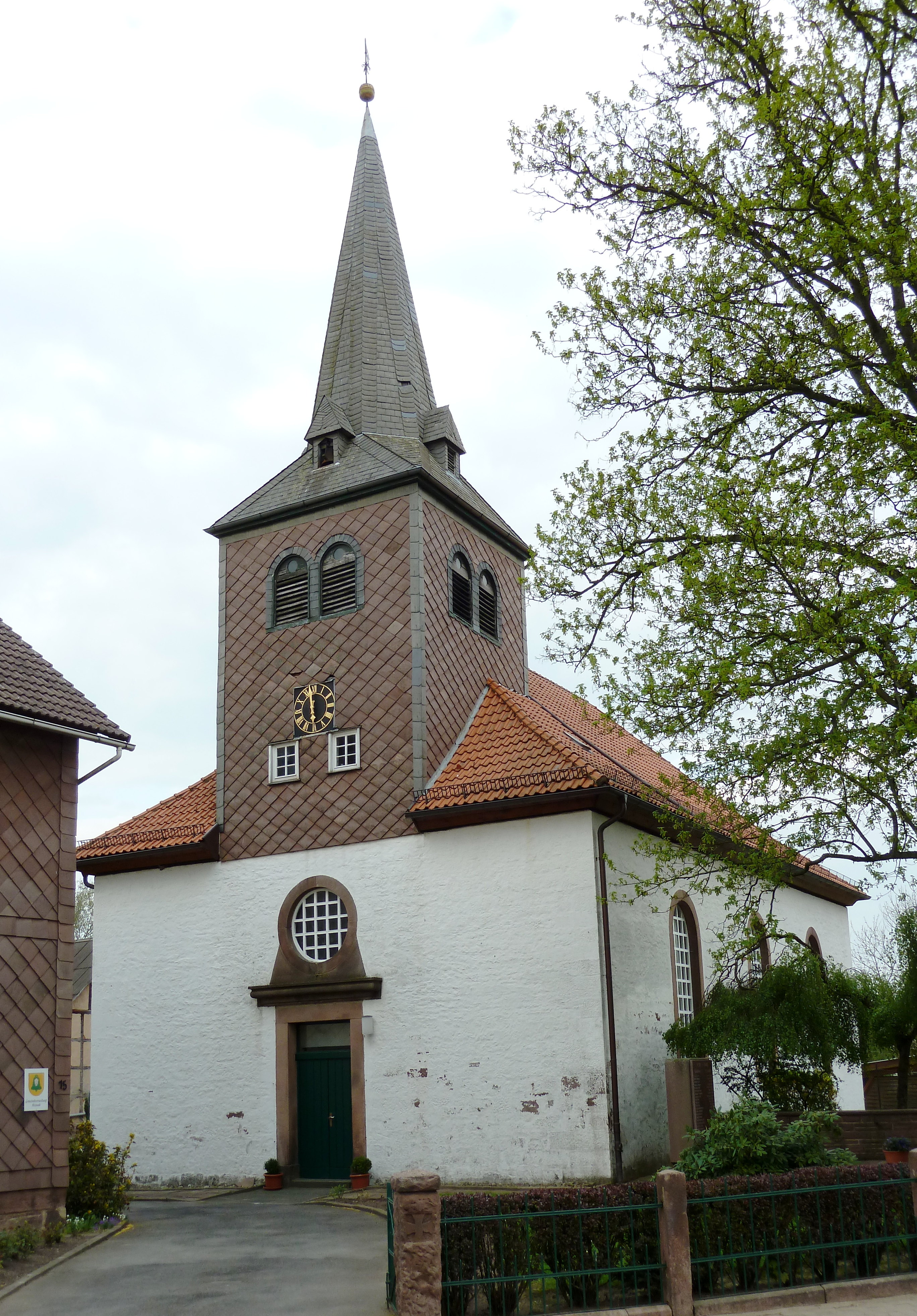